# Avlödning

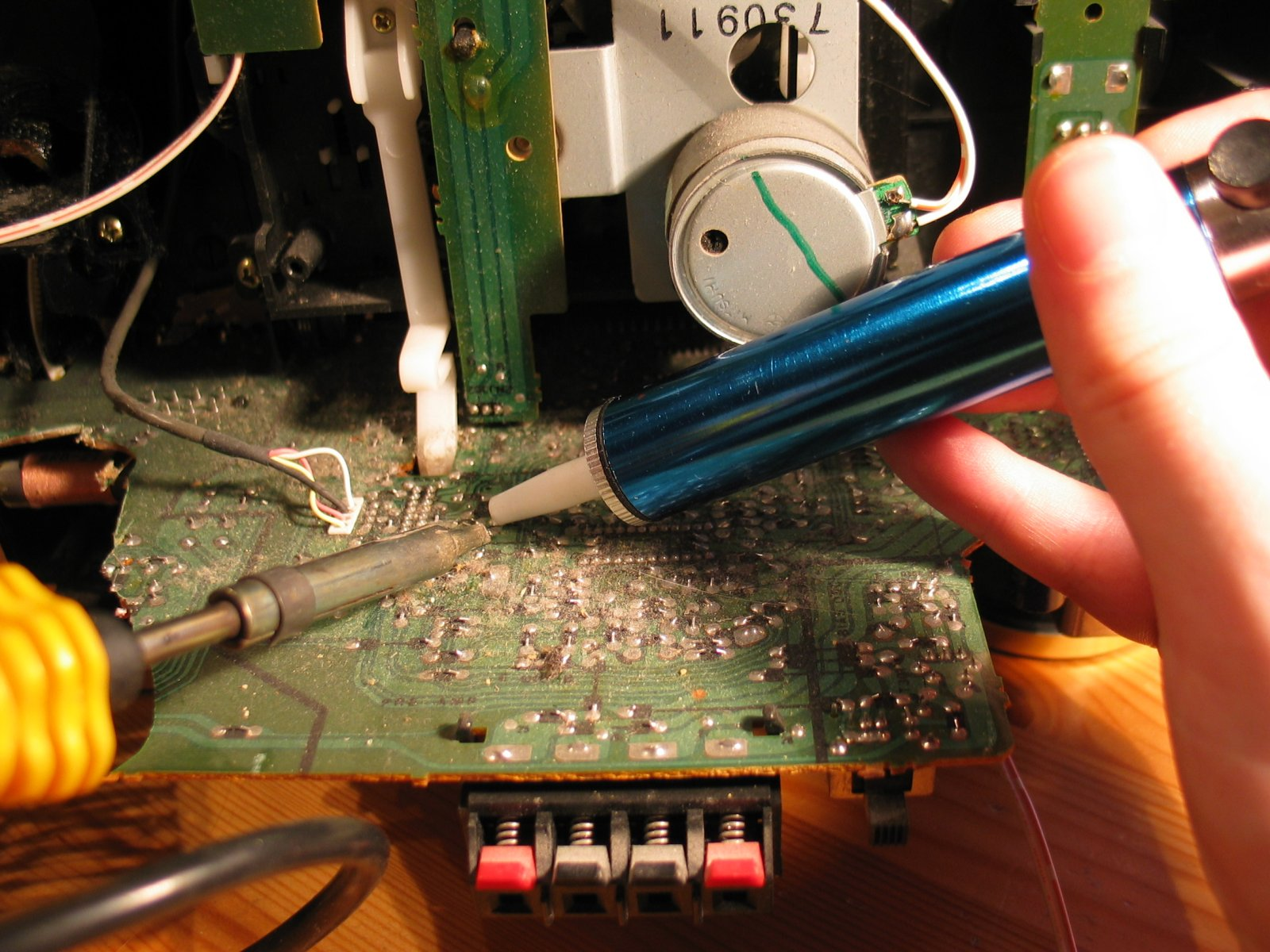
Lödtenn kan tas bort med en vakuumkolv (till höger) och en lödkolv.

Inom elektronik betyder avlödning att man tar bort lödtenn och komponenter från ett kretskort för felsökning, reparation, utbyte och räddning.

## Verktyg
Avlödningsverktyg och material omfattar bland annat följande:
- Lödveke
- Värmepistoler, även kallade varmluftspistoler
- Avlödningspump
- Avlägsnande legeringar
- Borttagningsflöden
- Uppvärmd lödpincett
- Olika skrapor och pincett för uppgifter som att dra i, hålla, ta bort och skrapa komponenter.
- Vakuum- och tryckpumpar med specialiserade värmespetsar och munstycken
- Omarbetningsstationer, används för att reparera kretskortsenheter som underkänts i fabrikstest.

Terminologin är inte helt standardiserad. Allt med en basenhet med utrustning för att hålla en stabil temperatur, pumpa luft i endera riktningen, etc., kallas ofta en "station" (föregås av omarbetning, lödning, avlödning, varmluft) där ett, eller ibland flera, verktyg kan kopplas till en station, till exempel kan en omarbetningsstation rymma en lödkolv och varmluftshuvud. En lödkolv med en ihålig spets och en fjäder-, bulb- eller elektriskt manövrerad sugpump kan kallas ett avlödningsjärn. Termer som "sugpenna" kan användas där innebörden vanligtvis framgår av sammanhanget.

### Pumpar
Elektriskt drivna pumpar används för flera ändamål tillsammans med ett handhållet huvud kopplat med ett rör.
Sugpumpar används för att suga bort smält lod och lämnar tidigare sammanfogade terminaler bortkopplade. De används främst för att frigöra genomgående anslutningar från ett kretskort. Avlödningshuvudet måste utformas så att det utdragna lodet inte stelnar så att det blockerar det eller kommer in i pumpen, och det lätt kan tas bort och kasseras. Det är inte möjligt att ta bort en flerstiftsdel genom att smälta lod på stiften sekventiellt, eftersom en fog kommer att stelna när nästa smälts. Pump och lodveke är en metod för att ta bort lod från alla leder, vilket gör att delen är fri att tas bort.
Sugpumpar används också med ett sughuvud som är lämpligt för varje del för att plocka upp och ta bort små ytmonterade enheter när lodet har smält, och för att placera delar.
Varmluftspumpar blåser tillräckligt varmt luft för att smälta allt lod runt en liten ytmonterad del, och kan användas för att löda delar på plats, och för avlödning följt av borttagning med en vakuumpump eller pincett innan lodet stelnar. Varm luft har en tendens att oxidera metaller, men en icke-oxiderande gas, vanligtvis kväve, kan användas istället för luft, till ökade kostnader för utrustning och förbrukningsmaterial.

#### Avlödningspump

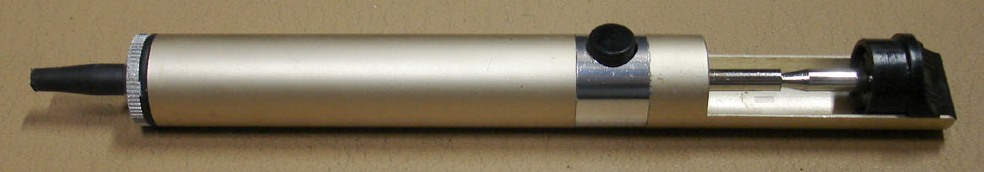
En typisk fjäderbelastad lödsug

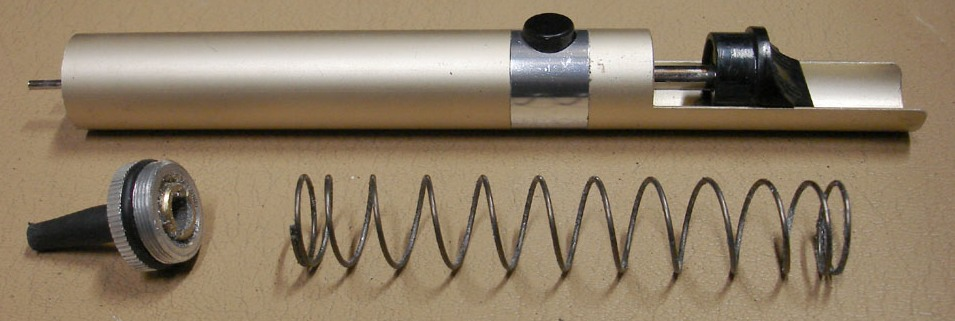
En lödsug delvis demonterad som visar fjädern

En avlödningspump, i dagligt tal känd som en lödsug, är en manuellt manövrerad enhet som används för att ta bort lod från ett kretskort. Det finns två typer: kolvtypen och bulbtypen. (En elektriskt driven pump för detta ändamål brukar kallas en vakuumpump.)
Kolvtypen har en cylinder med fjäderbelastad kolv som trycks ned och låses på plats. När den utlöses genom att trycka på en knapp, fjädrar kolven upp, vilket skapar ett sug som suger lodet från den lödda anslutningen. Buldtypen skapar sug genom att klämma och släppa en gummiblåsa.
Pumpen placeras på en uppvärmd lödanslutning och drivs sedan för att suga bort lodet.

### Avlödningsfläta

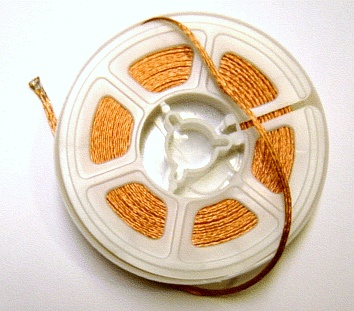
Solder wick on a reel

Avlödningsfläta, även känd som avlödningsveke eller lödveke, är fint flätad 18 till 42 AWG koppartråd belagd med kolofoniumfluss, vanligtvis levererad på rulle.

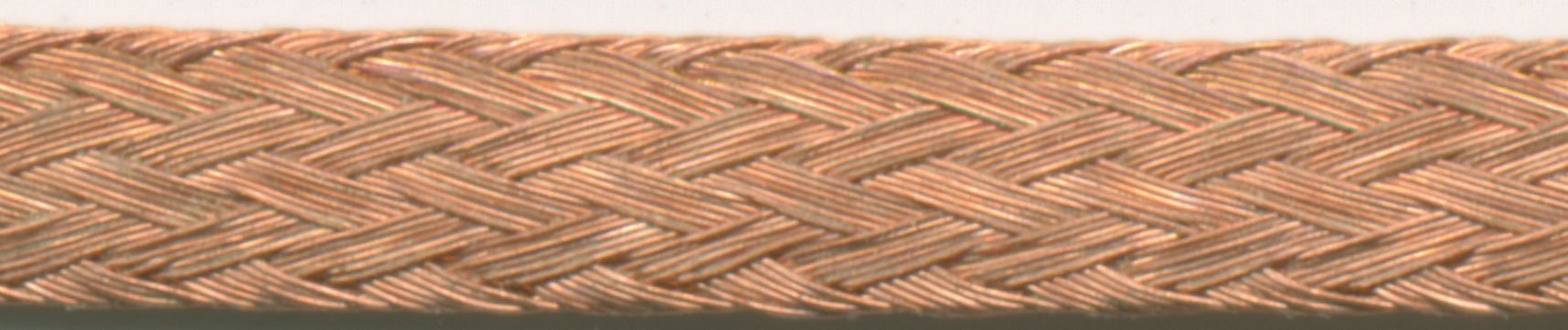
Lödveke, före användning.

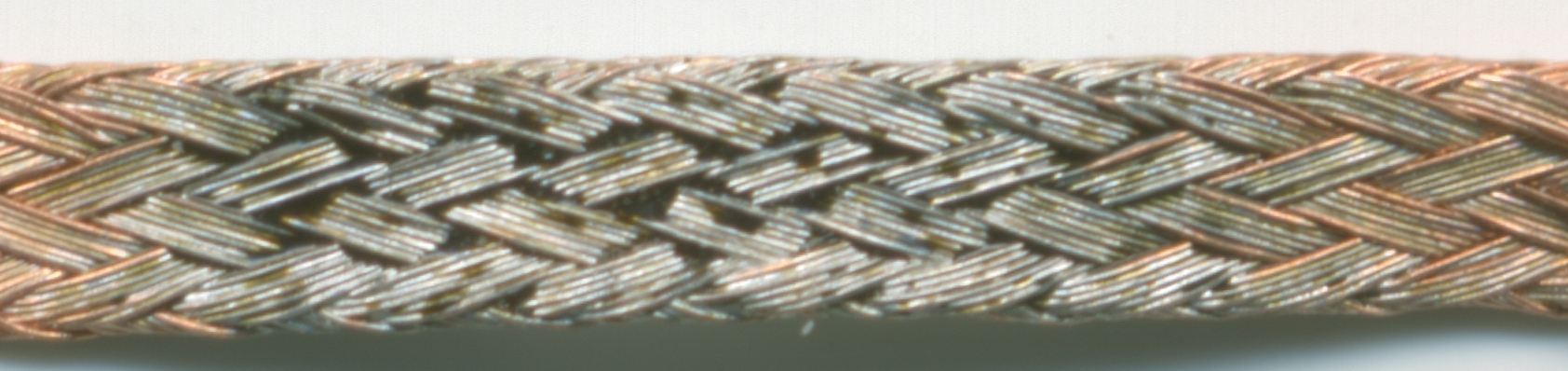
... och indränkt med lod och rester.

Änden av en flätlängd placeras över de lödda anslutningarna på en komponent som tas bort. Anslutningarna värms upp med en lödkolv tills lodet smälter och tränger in i flätan genom kapillärverkan. Flätan tas bort medan lodet fortfarande är smält, dess använda sektion skärs av och kasseras när den är kall. Korta längder av klippt fläta förhindrar att värme transporteras bort av flätan istället för att värma fogen.